# Fussball Club Südtirol 2002-2003
Questa pagina raccoglie le informazioni riguardanti il Fussball Club Südtirol nelle competizioni ufficiali della stagione 2002-2003.

## Stagione
Nella stagione 2002-2003 il Südtirol ha disputato il girone A del campionato di Serie C2, ottenendo il terzo posto in classifica con 57 punti, e nei playoff ha superato il Mantova in semifinale ma non il Novara nella finale, conclusasi con due pareggi per 0-0, perdendo la promozione in quanto i piemontesi avevano chiuso al secondo posto la stagione regolare. Il torneo è stato vinto con 70 punti dal Pavia che ha ottenuto la promozione diretta in Serie C1, la seconda promossa è stata il Novara.

## Divise e sponsor
Le divise, fornite da Sportika, sono invariate rispetto all'anno precedente; agli sponsor Duka, Südtirol (marchio di promozione enogastronomica territoriale) e Würth si aggiunge Birra Forst.
| Casa | Trasferta |

## Rosa
| N. |                   | Ruolo | Calciatore           |
| -- | ----------------- | ----- | -------------------- |
|    | Italia (bandiera) | C     | Nicola Artusi        |
|    | Italia (bandiera) | A     | Thomas Bachlechner   |
|    | Italia (bandiera) | A     | Cristian Bertani     |
|    | Italia (bandiera) | D     | Hans Rudi Brugger    |
|    | Italia (bandiera) | C     | Francesco Cardillo   |
|    | Italia (bandiera) | C     | Andrea Chiopris Gori |
|    | Italia (bandiera) | D     | Jacopo Dei Rossi     |
|    | Italia (bandiera) | D     | Marco Fabris         |
|    | Italia (bandiera) | D     | Riccardo Fimognari   |
|    | Italia (bandiera) | D     | Francesco Frau       |
|    | Italia (bandiera) | C     | Giovanni Furlanetto  |
|    | Italia (bandiera) | C     | Michael Gasser       |

| N. |                    | Ruolo | Calciatore           |
| -- | ------------------ | ----- | -------------------- |
|    | Italia (bandiera)  | D     | Carlo Gervasoni      |
|    | Italia (bandiera)  | A     | Umberto Gragnaniello |
|    | Italia (bandiera)  | C     | Luca Lomi            |
|    | Italia (bandiera)  | D     | Marco Mallus         |
|    | Italia (bandiera)  | C     | Raffaele Merzek      |
|    | Italia (bandiera)  | C     | Gianfranco Nardi     |
|    | Italia (bandiera)  | A     | Alessandro Noselli   |
|    | Brasile (bandiera) | A     | Odair José Reis      |
|    | Italia (bandiera)  | P     | Nicola Riato         |
|    | Italia (bandiera)  | P     | Andrea Servili       |
|    | Italia (bandiera)  | C     | Manuel Sinato        |
|    | Italia (bandiera)  | C     | Giampietro Zecchin   |

## Risultati

### Campionato

#### Girone di andata
| 1º settembre 2002 1ª giornata | Meda | 0 – 0 | Südtirol |  |

| 8 settembre 2002 2ª giornata | Südtirol | 1 – 1 | Cremonese |  |

| 15 settembre 2002 3ª giornata | Südtirol | 1 – 1 | Biellese |  |

| 22 settembre 2002 4ª giornata | Pro Vercelli | 0 – 1 | Südtirol |  |

| 29 settembre 2002 5ª giornata | Südtirol | 4 – 1 | Trento |  |

| 6 ottobre 2002 6ª giornata | Valenzana | 0 – 1 | Südtirol |  |

| 13 ottobre 2002 7ª giornata | Südtirol | 3 – 0 | Pro Sesto |  |

| 20 ottobre 2002 8ª giornata | Montichiari | 1 – 1 | Südtirol |  |

| 27 ottobre 2002 9ª giornata | Südtirol | 1 – 1 | Thiene |  |

| 3 novembre 2002 10ª giornata | Monza | 2 – 2 | Südtirol |  |

| 10 novembre 2002 11ª giornata | Novara | 2 – 0 | Südtirol |  |

| 17 novembre 2002 12ª giornata | Südtirol | 1 – 1 | Pavia |  |

| 24 novembre 2002 13ª giornata | Mestre | 2 – 0 | Südtirol |  |

| 1º dicembre 2002 14ª giornata | Südtirol | 1 – 2 | Legnano |  |

| 8 dicembre 2002 15ª giornata | Pordenone | 2 – 1 | Südtirol |  |

| 15 dicembre 2002 16ª giornata | Südtirol | 3 – 0 | Alessandria |  |

| 22 dicembre 2002 17ª giornata | Mantova | 1 – 1 | Südtirol |  |

#### Girone di ritorno
| 5 gennaio 2003 18ª giornata | Südtirol | 2 – 0 | Meda |  |

| 12 gennaio 2003 19ª giornata | Cremonese | 1 – 1 | Südtirol |  |

| 19 gennaio 2003 20ª giornata | Biellese | 1 – 2 | Südtirol |  |

| 26 gennaio 2003 21ª giornata | Südtirol | 6 – 0 | Pro Vercelli |  |

| 2 febbraio 2003 22ª giornata | Trento | 0 – 2 | Südtirol |  |

| 16 febbraio 2003 23ª giornata | Südtirol | 3 – 0 | Valenzana |  |

| 23 febbraio 2003 24ª giornata | Pro Sesto | 0 – 1 | Südtirol |  |

| 2 marzo 2003 25ª giornata | Südtirol | 2 – 0 | Montichiari |  |

| 9 marzo 2003 26ª giornata | Thiene | 0 – 0 | Südtirol |  |

| 16 marzo 2003 27ª giornata | Südtirol | 0 – 1 | Monza |  |

| 30 marzo 2003 28ª giornata | Südtirol | 3 – 2 | Novara |  |

| 6 aprile 2003 29ª giornata | Pavia | 1 – 0 | Südtirol |  |

| 13 aprile 2003 30ª giornata | Südtirol | 0 – 0 | Mestre |  |

| 19 aprile 2003 31ª giornata | Legnano | 2 – 1 | Südtirol |  |

| 27 aprile 2003 32ª giornata | Südtirol | 2 – 1 | Pordenone |  |

| 4 maggio 2003 33ª giornata | Alessandria | 0 – 2 | Südtirol |  |

| 11 maggio 2003 34ª giornata | Südtirol | 1 – 1 | Mantova |  |